# Zhanyi

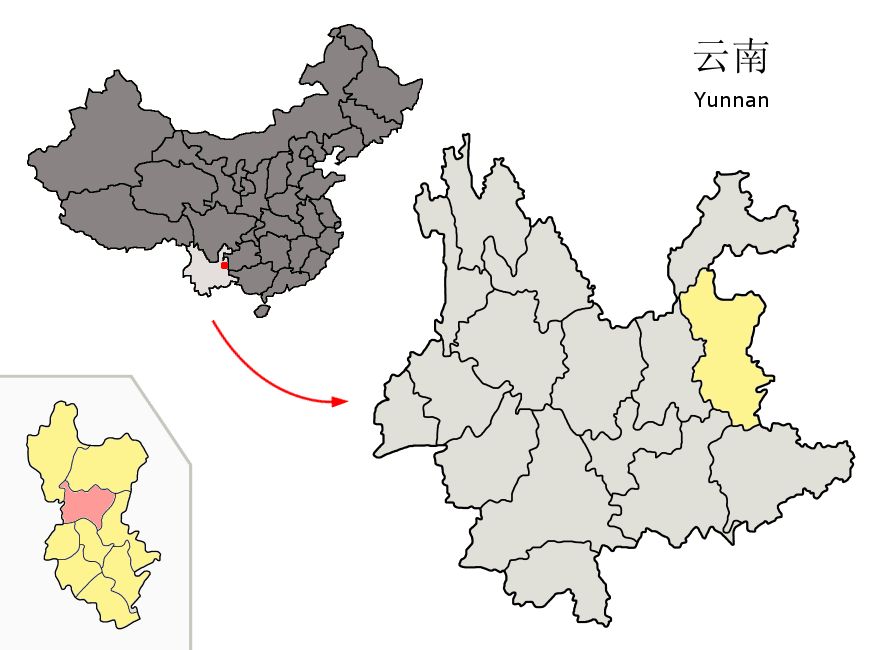
Lage des Stadtbezirks Zhanyi (rosa) in Qujing (gelb)

Der Stadtbezirk Zhanyi (沾益区,  Zhānyì Qū) ist ein Stadtbezirk im Osten der chinesischen Provinz Yunnan. Er gehört zum Verwaltungsgebiet der bezirksfreien Stadt Qujing. Zhanyi hat eine Fläche von 2.812 Quadratkilometern und zählt 405.305 Einwohner (Stand: Zensus 2020). Sein Hauptort ist die Großgemeinde Xiping (西平镇).

## Administrative Gliederung
Auf Gemeindeebene setzt sich der Stadtbezirk aus drei Großgemeinden und fünf Gemeinden zusammen. Diese sind: 
- Großgemeinde Xiping 西平镇
- Großgemeinde Baishui 白水镇
- Großgemeinde  Panjiang 盘江镇

- Gemeinde Yanfang 炎方乡
- Gemeinde Bole 播乐乡
- Gemeinde Dapo 大坡乡
- Gemeinde Lingjiao 菱角乡
- Gemeinde Deze 德泽乡